# ハットリス
『ハットリス』（Hatris）は、1990年にBPSより稼働されたアーケード用落ち物パズルゲームである。
『テトリス』（1984年）の開発者であるアレクセイ・パジトノフとウラジーミル・ポヒルコによる作品である。
1990年にファミリーコンピュータに移植された他、1991年にはPCエンジン、ゲームボーイ、PC-9801に移植された。
2004年に携帯電話コンテンツ会社のアルティからVアプリ用の携帯電話アプリとして配信された他、2006年にはジー・モードからも携帯電話アプリとして配信された。ジー・モードが配信したものは、ファンシーな印象にアレンジされておりキャラクターが追加されているほか、「タワーチェイン」という技を使うことが出来る。

## ゲーム内容（アーケード版）
2個一組でフィールドの上から落ちてくる帽子を、Aボタンで左右入れ替えたり、方向レバーで左右に組を操作して積み重ね、同じ種類の帽子を5つ被せると消すことができる。積み重ねた帽子がフィールド最上部に達するとゲームオーバーとなる。フィールドは6列で高さは最大35段。
帽子
帽子は、シルクハット（黒帽）、淵の反り返った緑の丸い帽子（ソフト帽、大きめ）、淵のない青の丸い帽子（ヘルメット、小さめ）、横幅が広いソンブレロ、王冠、三角帽（とんがり帽子）の6種類あり、それぞれ帽子の高さ、先端と底の幅が異なる。
なお、前述の帽子先端と底の幅の違いにより、落下先の帽子と被せられる物とそうでない物がある（被せられれば、積み上がる高さは少し減少する）。例えば落下先がとんがり帽子の場合、帽子自体が長く底も広いシルクハットであるならばとんがり帽子の先端に引っかからずに被せることが可能。逆にシルクハットが落下先で落ちモノがとんがり帽子の場合も同様に、重複する高さ分をあまり考慮せず被せることが可能。
このように、同じ種類の帽子を被せられない場合、設置されている帽子の種類に応じて無駄に高く積み上げない方法を考える必要がある。
得られる得点は帽子の素点に加えて、ゲームの内部レベルに応じた得点の補正（最大10倍）がかかる。連続消しや6段以上のセット消し（どちらも後述）した場合はさらに得点が加算される。
FIRE
時折落ちモノとして、「赤い炎」、もしくは「青い炎」がセットになって落ちてくることがある。これは「FIRE」と呼ばれるもので、赤い炎が1種類の帽子を1列のみ、青い炎は縦一列の帽子全てを燃やして消し去る(青い炎が出た場合、画面下のお客の頭にまで炎が到達し、1度目は髪が焼けこげ、2回目で禿げてしまう)。ただし、王冠だけは燃やせない。
FIREで消去した場合、セット数に加算されないが得点を得ることはでき、通常消しと同じくレベル補正の得点倍率がかかる。ただし、赤い炎で消した帽子の数が3以下では、0.2倍の低減補正が入る。青い炎は消した帽子の数にかかわらず低減が入る。
SALE
帽子を消すごとに右上の「SALE」の文字が少しずつ黄色く点灯していき、15セット目を消して文字がすべて黄色になると「ショップ」（セール）が発生する。この際はフィールド上の帽子を1種類だけ全て消すことができる。アーケード版では時間制限があり、一定時間以内に選択しなければそのまま再開する。
帽子を選択して一括消去した場合、使用した帽子は以降のショップで「SOLD OUT」（売り切れ）と表示され選択不能になる。SOLD OUTはセット数が一定になることで解除される。
キャンセルにより帽子を選択しなかった場合は、ボーナス点が入る。またキャンセルした場合や、14セット目で同時に2セットを消すと、ショップ発動後にストックすることができる（SALEの下部に帽子のマークでストックされた数が明示）。ストックされた分がある場合はBボタンでストックを消費して、任意にショップを発動することが可能。
Bボタンでの呼び出しや、制限時間の超過を除き、SALEを発動させるごとに累積のボーナス点を得られる。前述した2つを行った際は累積分がリセットされる。
連続消し
落ちモノ1組の帽子2つで連続して帽子をセット消しすると、2つ目の消去のときに得られる得点に倍の補正がかかる。ただし、1組の片方がFIREではかからない。
左右同時にセット消しした場合は、右側の方に補正がかかる。
帽子の6段以上の重ね消し
ショップによってまとめて帽子を消した際、そこに挟み込んでいた帽子が同じ種類で合計5段以上あった場合はそのまま消されずに残る。例として、とんがり帽子を上下でシルクハットがそれぞれ4段ずつ挟んでいた場合、SALEでとんがり帽子を消すことで8段のシルクハットが重なったまま残る。
その状態で消すと、（5段重なった状態で消した場合）5倍以上のボーナス倍率がかかるようになる。重ねた帽子が増えるごとに倍率も増えて行く。連続消しした場合はその補正で倍率が2倍になる。
ステージの概念はなく、ゲームオーバーになるまでプレイが続行される。ランキングには、セット数（帽子を揃えて消した回数）と、獲得した得点が記録される。得点は999999でカウンターストップする。

## 移植版
| No. | タイトル       | 発売日               | 対応機種                                                                               | 開発元          | 発売元           | メディア                              | 型式               | 備考                                               |
| --- | -------------- | -------------------- | -------------------------------------------------------------------------------------- | --------------- | ---------------- | ------------------------------------- | ------------------ | -------------------------------------------------- |
| 1   | ハットリス     | 1990年7月6日 1992年  | ファミリーコンピュータ                                                                 | BPS             | BPS              | 1メガビット+64キロRAM ロムカセット    | BPS-JZ             |                                                    |
| 2   | ハットリス     | 1991年5月24日        | PCエンジン                                                                             | テンゲン        | マイクロキャビン | 1メガビットHuCARD                     | MC 91002           |                                                    |
| 3   | ハットリス     | 1991年7月19日 1991年 | ゲームボーイ                                                                           | BPS             | BPS              | 512キロビットロムカセット             | DMG-HTA DMG-HT-USA | 通信ケーブル対応                                   |
| 4   | ハットリス     | 1991年10月18日       | PC-9801                                                                                | BPS             | BPS              | フロッピーディスク                    | -                  |                                                    |
| 5   | ハットリスDX   | 2004年4月1日         | J-SH53、V601SH （Vアプリ）                                                             | アルティ        | アルティ         | ダウンロード                          | -                  |                                                    |
| 6   | ハットリス     | 2006年4月12日        | 256K、256K ver.2、vodafone3G （Vアプリ）                                               | ジー・モード    | ジー・モード     | ダウンロード （テトリスコレクション） | -                  |                                                    |
| 7   | ハットリス     | 2006年               | BREW対応機種 （EZアプリ）                                                              | ジー・モード    | ジー・モード     | ダウンロード （テトリス&100円ゲーム） | -                  |                                                    |
| 8   | Tetris Forever | INT 2024年11月12日   | Atari VCS Nintendo Switch PlayStation 4 PlayStation 5 Xbox One Xbox Series X/S Windows | Digital Eclipse | Digital Eclipse  | ダウンロード                          | -                  | ファミリーコンピュータ、 NESとゲームボーイ版の移植 |

家庭用移植版ではゲーム内容そのものはAC版に準拠しつつ、帽子のデザインや「FIRE」の有無など、細かなところで仕様変更が施されている。
各機種共通の変更点として、全10面構成となり、固有のステージBGMが用意された。ステージ開始前に全体の難易度をあらかじめ設定でき、帽子の初期設置数を6段階までの範囲で切り替えることができる。ステージを1周するとクリアデモが挿入され、最高難易度をクリアするとエンディングが流れる。通常の落下速度（ノーマルスピード）とは別に、さらに落下速度を上げた「ハイスピードモード」を設定することも可能。アーケード版にあった6個以上の帽子のセット消しのボーナスはオミットされ、どれだけ積んでも5個でのセット消しの得点として計算される。
ファミリーコンピュータ版
- 帽子のデザインが一部変更された。 AC版のソンブレロと青い帽子（ヘルメット）が削除され、それに代わるものとしてカウボーイハット（茶）と登山帽（緑）が追加された。ソフト帽の名称が山高帽になっている。
- 「SHOP」が規定回数カウントにより発生するのはAC版と同様で、「SALE」の発生を節目として全10ステージ構成に区切られた。これにより、「SALE」の発生条件である帽子消去の回数が15回から25回に引き上げられている。
- AC版に存在していた「FIRE」が削除された。詰まれた帽子の列をその場で消すことができずステージクリア時の「SALE」に頼らなければならないため、微妙に難易度が上がっている。
- エンディングが追加された。1周目クリア後にBPSオーケストラによる生演奏のデモ、最高難度クリア時のエンディングでは時間経過とともに海辺の天候が変化していく様子が描かれる。

Nintendo Entertainment System(NES)版
- 日本国内版ベースの移植となっているが、細部で変更点が多い。
  - 社名ロゴとタイトル画面が変更。
  - メニュー画面の「STAGE」と「SHOP」の配置が左右逆になった。
  - プレイ画面のデザインが変更された。ファミコン版は床に積み重ねていく形式だったが、NES版ではアーケード版と同様に人の頭に積み重ねていく。NEXTの場所も日本版は画面右上だったものが、NES版では画面上部に変更。その他の数値なども配置が全て異なっている。
  - 演出も変更され画面内にいる2人の男性がベルトコンベアで帽子を運ぶというものになっている。帽子を消した瞬間に消した帽子の列が画面下のコンベアに落ちて画面左に流れていく演出が入るため一瞬だけ待ち時間が生じる。またエンディングにおいてはスタッフクレジットが削除され、男性2人による短い寸劇が繰り広げられる。
  - 帽子のデザインが一部変更された。低めのカウボーイハットが野球帽に、登山帽がテンガロンハットに変更され、山高帽、シルクハット、トンガリ帽子、王冠もデザインが一部変わっている。
  - ボーナスの仕様が変更された。ファミコン版では好きな帽子を売却する「SALE」だったが、NES版では「好きな2列を入れ替える」「最下段の帽子を捨てていく」という仕様に変わった。

ゲームボーイ版
- ファミコン版をベースに「FIRE」の要素が加えられ、AC版SALEの様にストック制が採用されている。帽子を2つ同時に消すことでファイヤーボールのストック数を増やすことが出来、使うことで移動させる2つの帽子のうち片方がファイヤーボールになり、置いたところの帽子を燃やすことが出来る。
  - また、ストック数が2の時に同時消しを行うと、次に降ってくる帽子のうち片方が「兜」になり、置いた縦1列の帽子を丸ごと潰して消し去ることが出来る。この時、ファイヤーボールのストック数は0に戻る。ただし、王冠に限りファイヤーボールで燃やしたり兜で潰したりすることはできない。
- 帽子の種類が再変更された。ファミコン版で追加された登山帽が削除され、AC版のソンブレロが復活した。
- ファミコン版同様「SALE」はステージクリア後に発生する。
- エンディングの内容が刷新され「自由の女神の頭頂部に昇り脱げ落ちた王冠を被せる」という内容になった。BGMも異なる。

PCエンジン版
- AC版同様の「FIRE」が採用されている。
- タイトル画面の1枚絵、ステージ選択画面のデザイン、1週目クリアデモ及びエンディングの演出はFC版、NES版、GB版とも異なるが、BGMはFC版と同一のものが使われている(ただし曲数は減っており、クリアデモの曲は新規のものになっている)
- 帽子の種類は、ソンブレロが登山帽に差し替え、ヘルメットが傘帽の名称になっている他、プレイ画面のデザインもAC版に近くなっている。

ジー・モード版（iアプリ、Vアプリ（Sアプリ）、EZアプリ）
- エンドレスモードと2分間のタイムアタック（スコアアタック）が実装。
- 帽子の外観を、カメやバケツ、三角コーンなどに変化させることが可能。
- 消すために必要な帽子を重ねる数が、3つ、4つ、5つのいずれかに設定可能。
- ゲームボーイ版で登場したストック式のFIREや「兜」が加えられている。
- 従来のショップは一定レベルで発動する。
- 帽子の同時消し（ダブル）要素が復活。
- 帽子を連続で消去できる技「タワーチェイン」が実装。

## スタッフ
アーケード版
- 原案、デザイン、プログラム：アレクセイ・パジトノフ、ウラジーミル・ポヒルコ

ファミリーコンピュータ版
- プログラミング：小林章
- グラフィック：ハンス・ヤンセン
- 音楽：鈴木宏
- アディショナル・デザイン：ハンス・ヤンセン、まつかたてつや、小林章
- クオリティ・アシュアランス：なんとしゅんいち、こばやしこうじ、かばさわたかひさ、やまだしょうたろう、B.P.S.ユーザーズグループ
- プロデューサー：名越康晃

PCエンジン版、ゲームボーイ版
- 音楽：鈴木弘司

## 評価
ファミリーコンピュータ版
ゲーム誌『ファミコン通信』の「クロスレビュー」では6、7、8、4の合計25点（満40点）となっており、レビュアーからの評価としては、「テトリスで感じたショッキングな新鮮さはなくドクターマリオとは違うがテトリスより少しだけ複雑でプレイヤーの技量がプレーに関係しにくく偶然性がやや強めで運よく進めることがよくあるがブロックが帽子に変化したようなものでテトリスの影が濃すぎる」、「帽子の高さが鍵となるアイデアはいいがあまり活かされていない気がする」とテトリスとの類似性やゲーム性に関して否定的な意見が散見されたが、「テトリスのように誰も楽しめる」とする者や「爆発的にハマるほどでもない」とする者もおり賛否両論となった。『ファミリーコンピュータMagazine』の読者投票による「ゲーム通信簿」での評価は以下の通りとなっており、18.07点（満30点）となっている。
| 項目 | キャラクタ | 音楽 | 操作性 | 熱中度 | お買得度 | オリジナリティ | 総合  |
| 得点 | 2.65       | 3.00 | 3.10   | 3.22   | 3.08     | 3.02           | 18.07 |

エンターテインメント・ウィークリーはAの評価を与え「結論としてテトリス中毒を治す方法がある。ハットリスです。やめるのがさらに難しくなります。」とゲーム性に関して肯定的な評価を下している。
PCエンジン版
ゲーム誌『月刊PCエンジン』では70・70・70・75・80の平均73点（満100点）、『マル勝PCエンジン』では5・7・8・6の合計26点（満40点）、『PC Engine FAN』の読者投票による「ゲーム通信簿」での評価は以下の通りとなっており、19.11点（満30点）となっている。また、この得点はPCエンジン全ソフトの中で395位（485本中、1993年時点）となっている。
| 項目 | キャラクタ | 音楽 | 操作性 | 熱中度 | お買得度 | オリジナリティ | 総合  |
| 得点 | 3.00       | 3.09 | 3.37   | 3.38   | 3.16     | 3.12           | 19.11 |

ゲームボーイ版
ゲーム誌『ファミコン通信』の「クロスレビュー」では合計20点（満40点）、『ファミリーコンピュータMagazine』の読者投票による「ゲーム通信簿」での評価は以下の通りとなっており、18.5点（満30点）となっている。
| 項目 | キャラクタ | 音楽 | お買得度 | 操作性 | 熱中度 | オリジナリティ | 総合 |
| 得点 | 2.7        | 3.1  | 3.2      | 3.2    | 3.2    | 3.1            | 18.5 |